# 李元素 (亳州)
李元素（7世纪？—696年12月26日），亳州谯（今安徽省亳州市）人。他是李敬玄之弟，唐朝官员、武周时代的同鳳閣鸞臺平章事。
李元素有吏才，初为武德县令。当时怀州刺史李文暕横征百姓献金银造佛像，官吏不敢有异议。李元素抗词李争，李文暕减损其制，以家私之财助营。692年八月十六，检校地官侍郎李元素被武则天任命为文昌右丞（尚书右丞）、同鳳閣鸞臺平章事，加银青光禄大夫。九月廿二，他和其他的宰相李游道、王璿、袁智弘、崔神基还有春官侍郎孔思元、益州长史任令輝，被酷吏王弘义诬陷。一起流放到了岭南。694年十月壬申，以文昌右丞李元素为凤阁侍郎（中书侍郎），右肃政中丞周允元检校凤阁侍郎，并同鳳閣鸞臺平章事。
明堂县尉吉顼、合宫县尉来俊臣密告箕州刺史刘思礼、洛州录事参军綦连耀、凤阁舍人（中书舍人）王勮谋反。河内王武懿宗（武则天伯父武士逸的孙子）命刘思礼牵连朝廷官员，说这样可以免死。刘思礼诬告凤阁侍郎（中书侍郎）同平章事孙元亨、李元素、知天官侍郎事石抱忠、刘奇、给事中周譒及王勮的哥哥泾州刺史王勔、弟弟监察御史王助等，共三十六家，万岁通天二年正月廿四（696年12月26日），全被灭族。神龙初年被昭雪。
子李志德，隴州刺史。李志德生李构。